# Посёлок Мехлесхоза (Московская область)
Мехлесхоза — посёлок в Московской области России. Входит в Павлово-Посадский городской округ. 

## География
Посёлок Мехлесхоза расположен в центральной части городского округа, примерно в 4 км к юго-востоку от города Павловский Посад. Высота над уровнем моря 134 м. В 2,5 км к югу от посёлка протекает река Дрезна. Ближайшие населённые пункты — деревни Евсеево и Логиново.

## История
До муниципальной реформы 2006 года посёлок входил в состав Улитинского сельского округа Павлово-Посадского района.
В 2003 году в посёлке сооружена часовня Филиппа, митрополита Московского.
С 2004 до 2017 гг. посёлок входил в Улитинское сельское поселение Павлово-Посадского муниципального района.

## Население
| 2002 | 2006 | 2010 |
| ---- | ---- | ---- |
| 76   | ↘74  | ↗84  |

По переписи 2002 года в посёлке проживало 76 человек (35 мужчин, 41 женщина).